# Stenopogon echelus
Stenopogon echelus är en tvåvingeart som först beskrevs av Walker 1849.  Stenopogon echelus ingår i släktet Stenopogon och familjen rovflugor.
Artens utbredningsområde är Nepal. Inga underarter finns listade i Catalogue of Life.